# Мирогощанская сельская община
Мирогощанская сельская община (укр. Мирогощанська сільська громада) — территориальная община в Дубенском районе Ровненской области Украины.
Административный центр — село Мирогоща Первая.
Население составляет 6950 человек. Площадь — 114,5 км².
В соответствии с распоряжением Кабинета Министров Украины от 12 июня 2020 года, в состав общины вошла территория Княгининского и Мирогощанского сельских советов Дубенского района.

## Населённые пункты
В состав общины входит 14 сёл:
- Мирогоща Первая
  - Костянец
  - Липа
  - Мирогоща Вторая
  - Мокрое
  - Молодёжное
- Княгининский старостинский округ:
  - Белобережье
  - Боцановка
  - Зарудье
  - Княгинин
  - Листвин
  - Нараев
  - Остров
  - Травневое